# Cervonîi Iar, Ceaplînka
Cervonîi Iar (în ucraineană Червоний Яр) este un sat în așezarea urbană Ceaplînka din regiunea Herson, Ucraina.

## Demografie
Componența lingvistică a localității Cervonîi Iar
     Ucraineană (77,46%)
     Rusă (14,08%)
     Română (8,45%)
Conform recensământului din 2001, majoritatea populației localității Cervonîi Iar era vorbitoare de ucraineană (77,46%), existând în minoritate și vorbitori de rusă (14,08%) și română (8,45%).